# Lex Cornelia de iniuriis
 (septembre 2018).
Si vous disposez d'ouvrages ou d'articles de référence ou si vous connaissez des sites web de qualité traitant du thème abordé ici, merci de compléter l'article en donnant les références utiles à sa vérifiabilité et en les liant à la section « Notes et références ».
La Lex Cornelia de iniuriis est une loi romaine, écrite par le dictateur romain Sylla en 81 av. J.-C. dans le but de réprimer certains actes injurieux faits avec violence. Cette loi permettait ainsi aux victimes qui prétendaient avoir été battues, frappées ou ayant subi une intrusion dans leur maison avec violence, d'intenter une action.
On constate donc trois délits d'atteinte aux personnes pouvant être réprimés : le fait de battre quelqu'un, le fait de frapper quelqu'un et le fait de rentrer par effraction et avec violence dans la propriété d'autrui.
Cependant certaines personnes ne peuvent être juges dans une telle cause sous ces qualifications : le gendre, le beau-père, le beau-fils, le cousin, l'oncle paternel, l'oncle maternel, le frère et tout autre parent proche.